# Dehradun
Dehradun (hindî : देहरादून), aussi écrit Dehra Dun, est la capitale de l'État de l'Uttarakhand, au nord de l'Inde. Située dans la division de Garhwal, la ville se trouve à 236 kilomètres au nord de la capitale de l'Inde, New Delhi.

## Géographie
Dehradun est située dans la Vallée de Doon, au pied de l'Himalaya, entre les vallées du Gange à l'est et de la Yamuna à l'ouest. La ville est célèbre pour ses paysages pittoresques et la douceur de son climat, et est une porte d'entrée pour la région. Elle est bien reliée à des destinations touristiques himalayennes telles que Mussoorie, Auli et les villes saintes hindoues de Haridwar et de Rishikesh, ainsi qu'avec le circuit de pèlerinage himalayen hindou de Chota Char Dham (en).
Dehradun a un climat plutôt tempéré : hiver ensoleillé et frais, été chaud.

## Économie
Station hivernale de l'Himalaya, son activité principale est le tourisme.

## Histoire
Selon la légende du Ramayana, Rama et Lakshman s'étaient réfugiés là pour se repentir de la mort de Ravana. De la même façon, Dronacharya, le maitre des cinq Pandavas, venait ici pour trouver la paix.
Plus tard, au XVIIe siècle, Guru Ram Rai, expulsé du Penjab par les Sikhs trouve refuge à Dehradun cinq jours après la célébration hindoue de holi ; cet évènement est célébré chaque année à cette date. Ce jour-là, le drapeau "Jhanda" est hissé sur le temple Sikh Guru Ram Rai Gurudwara. Il nomma la ville "Dehra Doon", ce qui veut dire « Le Camp de la Vallée ».
Au XVIIIe siècle, la ville fut plusieurs fois envahie et finalement annexée au Népal par les Gurkhas.
Le traité de Sugauli de 1816 donna aux Anglais les districts de Dehradun, Nanital, Kumaon et Garhwal. Du fait de la beauté des paysages, les Anglais firent de Dehradun un lieu de villégiature.
Aujourd'hui, la ville est la capitale de l'Uttarakhand, État indien créé en 2000.

## Lieux et monuments
Plusieurs places sont à visiter notamment le Guru Ram Rai Darbar , le Forest Research Institute, Clock Tower , le Zoo de Dehradun , le parc national de Rajaji , Robber's Cave, Buddha Temple , Shiv temple , Tapkeshwar Temple, Mindrolling Monastery, Sai Temple et Santala devi Temple.

A proximité de Dehradun se trouvent les villes touristiques de Mussoorie, Landour, Haridwar et Rhishikesh.

## Personnalités liées à la ville
- Vandana Shiva
- Udita Goswami
- Heinrich Harrer
- Khandro Rinpoché
- Mindroling Trichen Rinpoché
- Monisha Kaltenborn
- Ruskin Bond

## Galerie

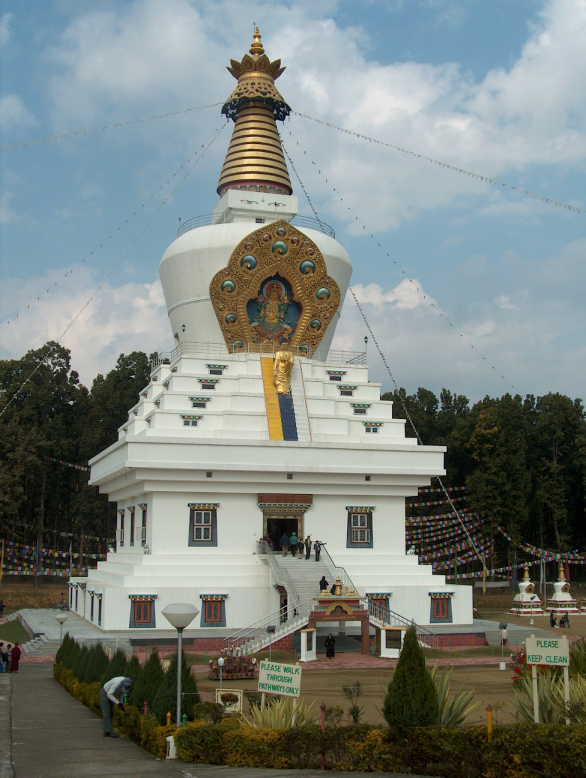
Grand chörten du monastère tibétain de Mindroling.
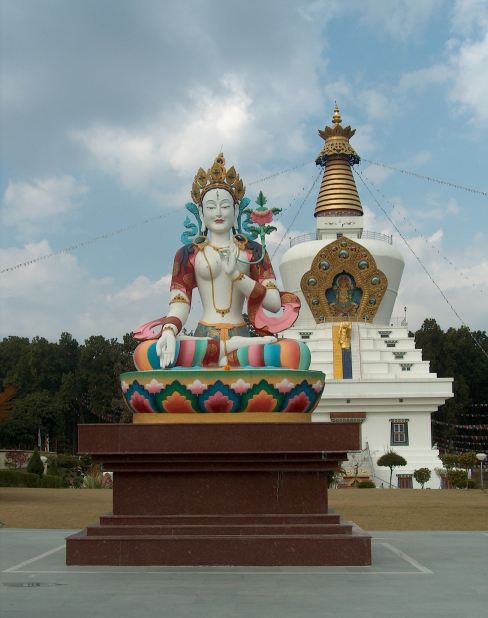
Statue de Tārā devant le grand chörten de Mindroling.
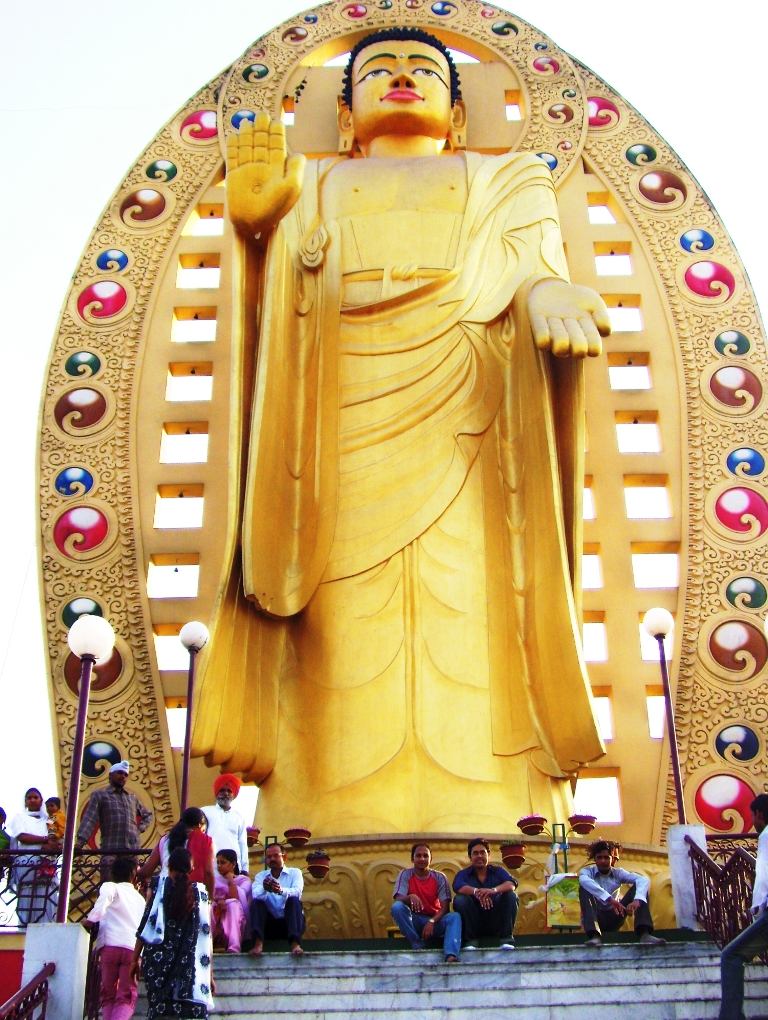
Statue du Bouddha au monastère de Mindroling.
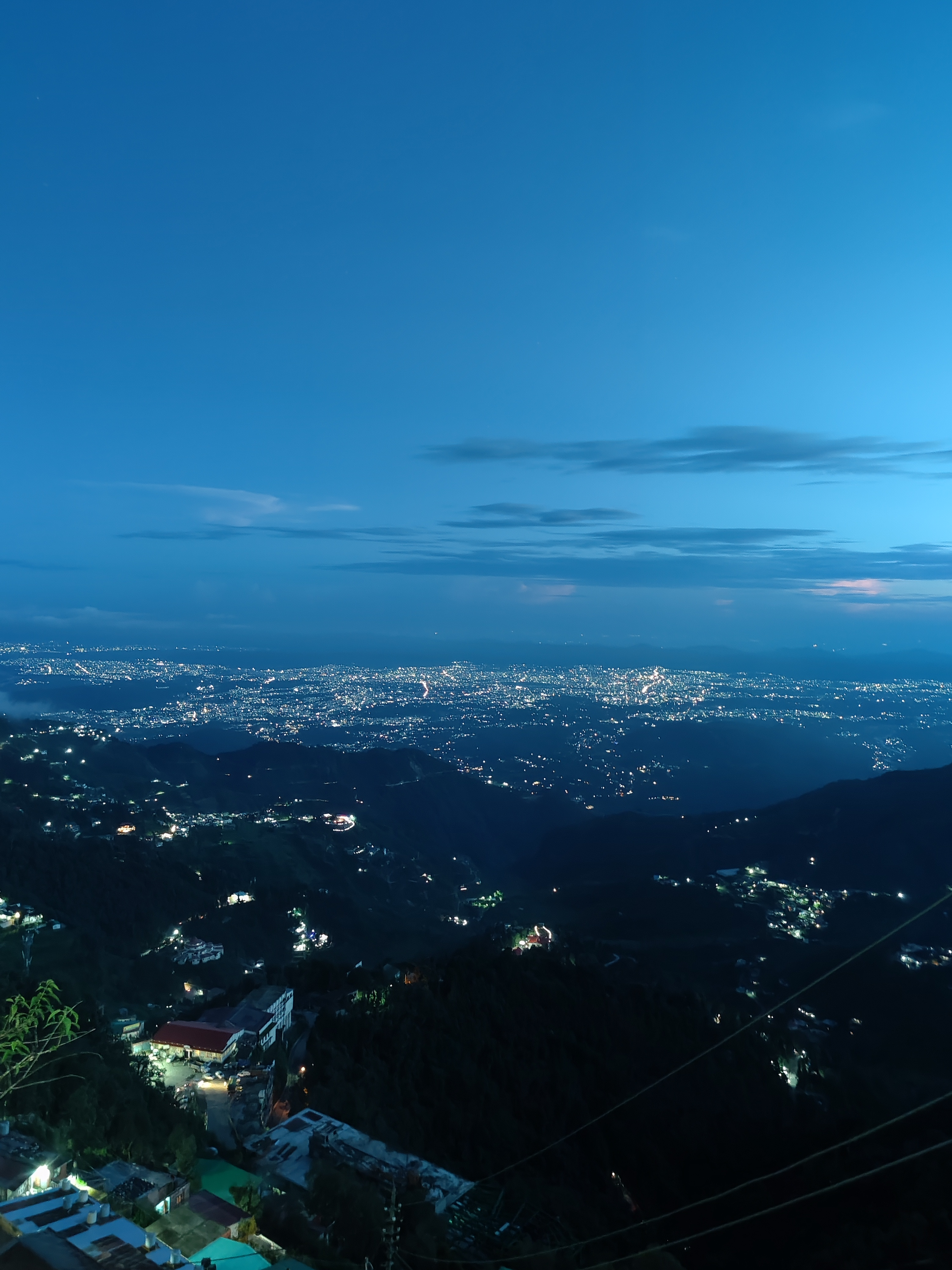
Vue sur Dehradun et sa vallée, depuis Mussoorie.
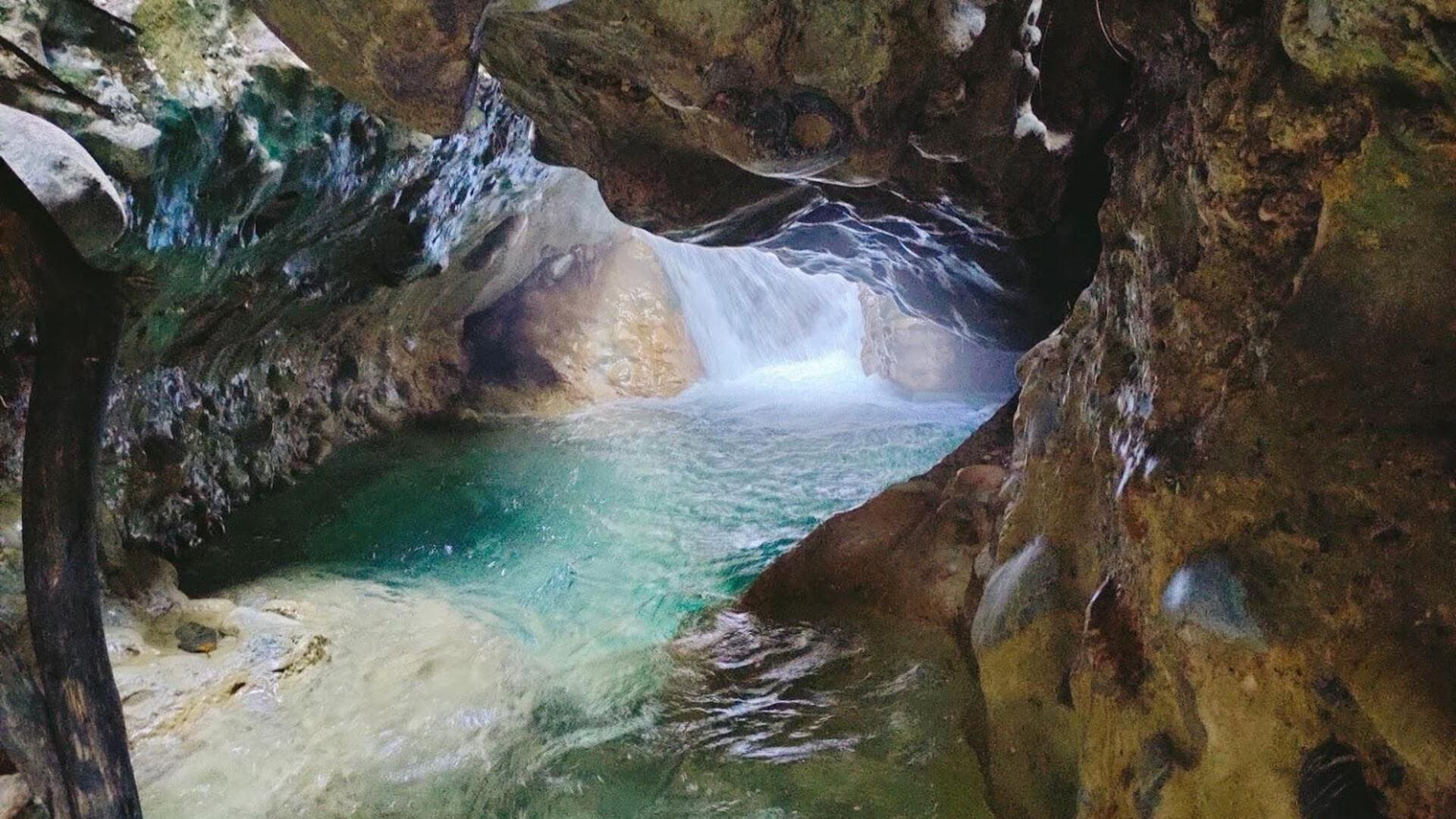
Une section du Robber's Cave, grotte creusée par une rivière, non loin de Dehra Dun.
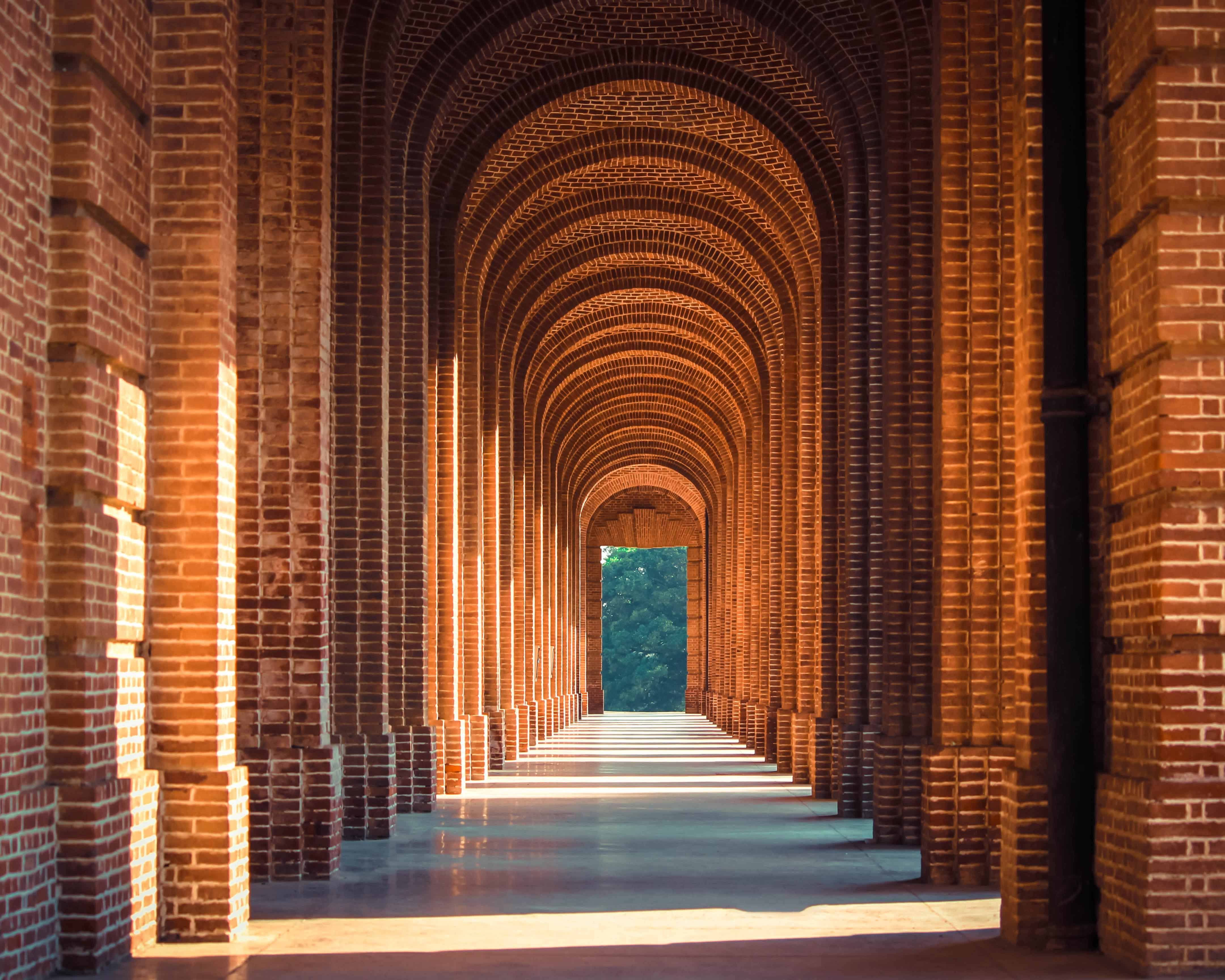
Couloir dans un des bâtiments du Forest Research Institute.
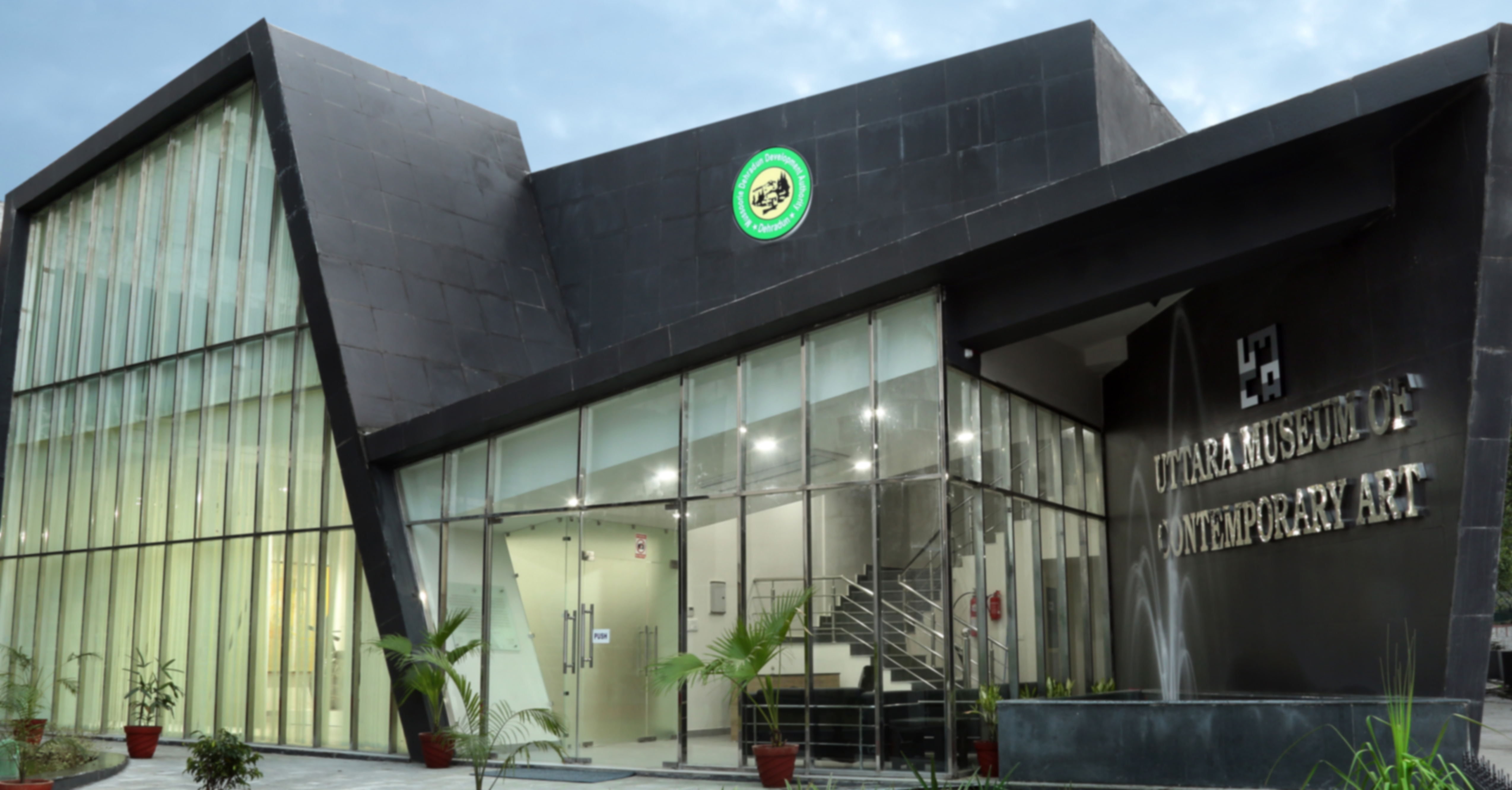
Musée d'art contemporain Uttara.
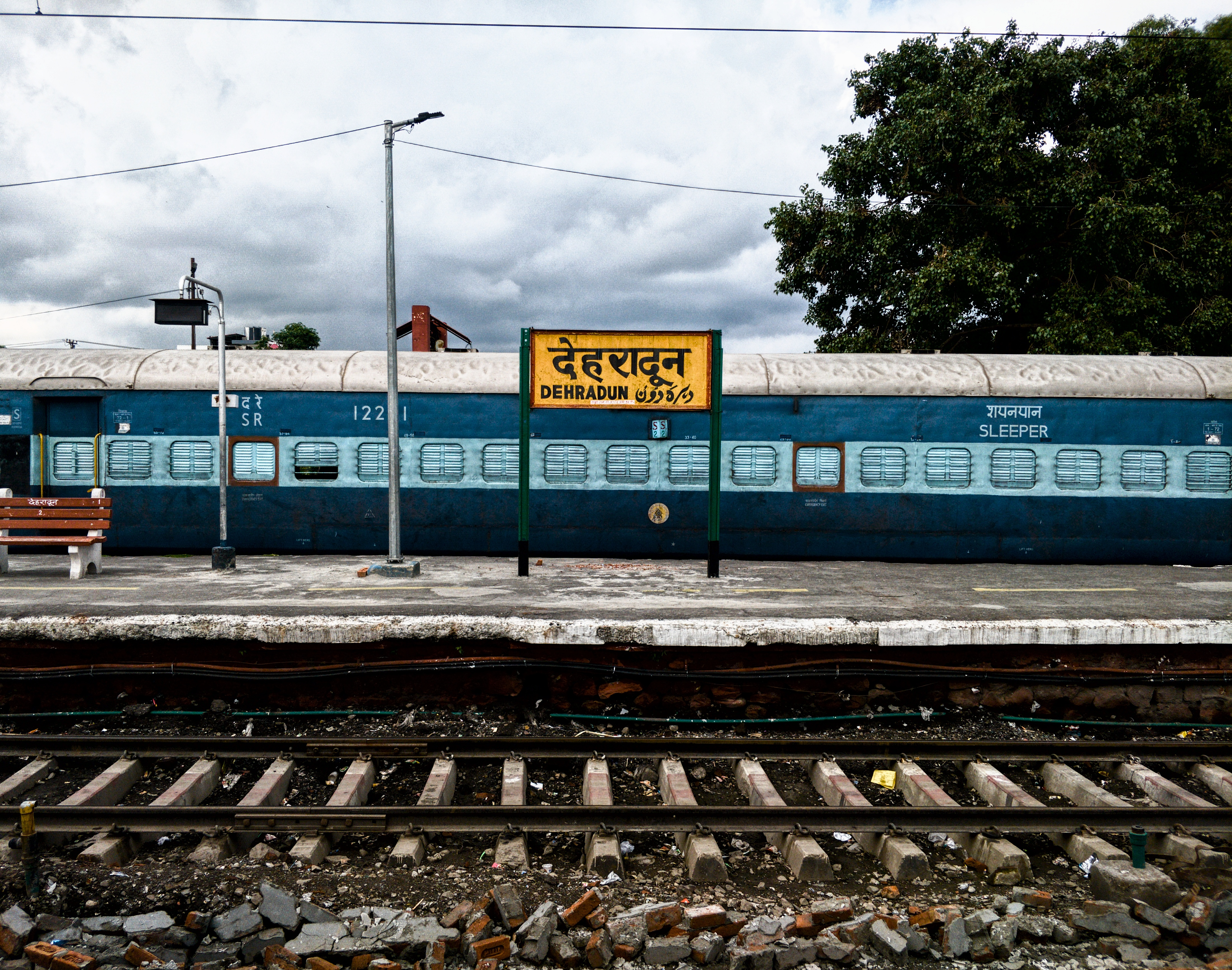
Quai et train stationné à la Gare de Dehradun.
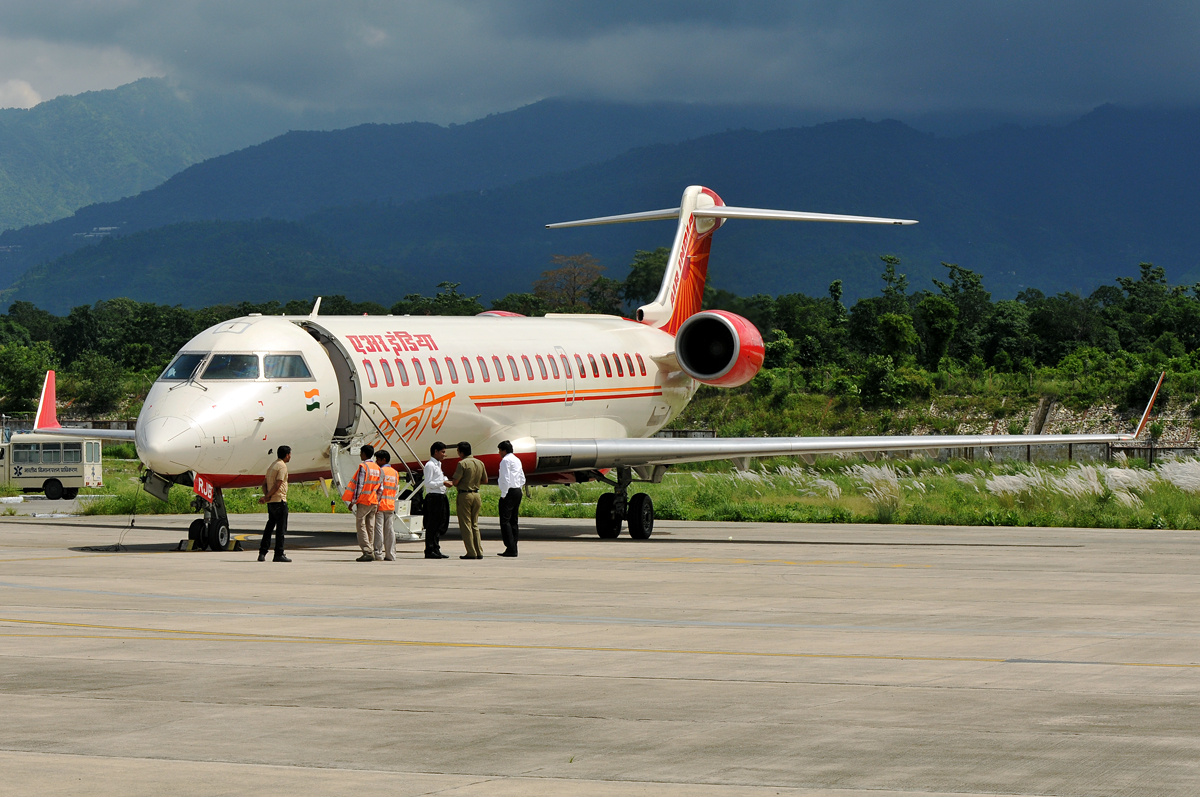
Un Bombardier CRJ700 de Air India, stationné à l'aéroport Jolly Grant, qui dessert Dehradun.
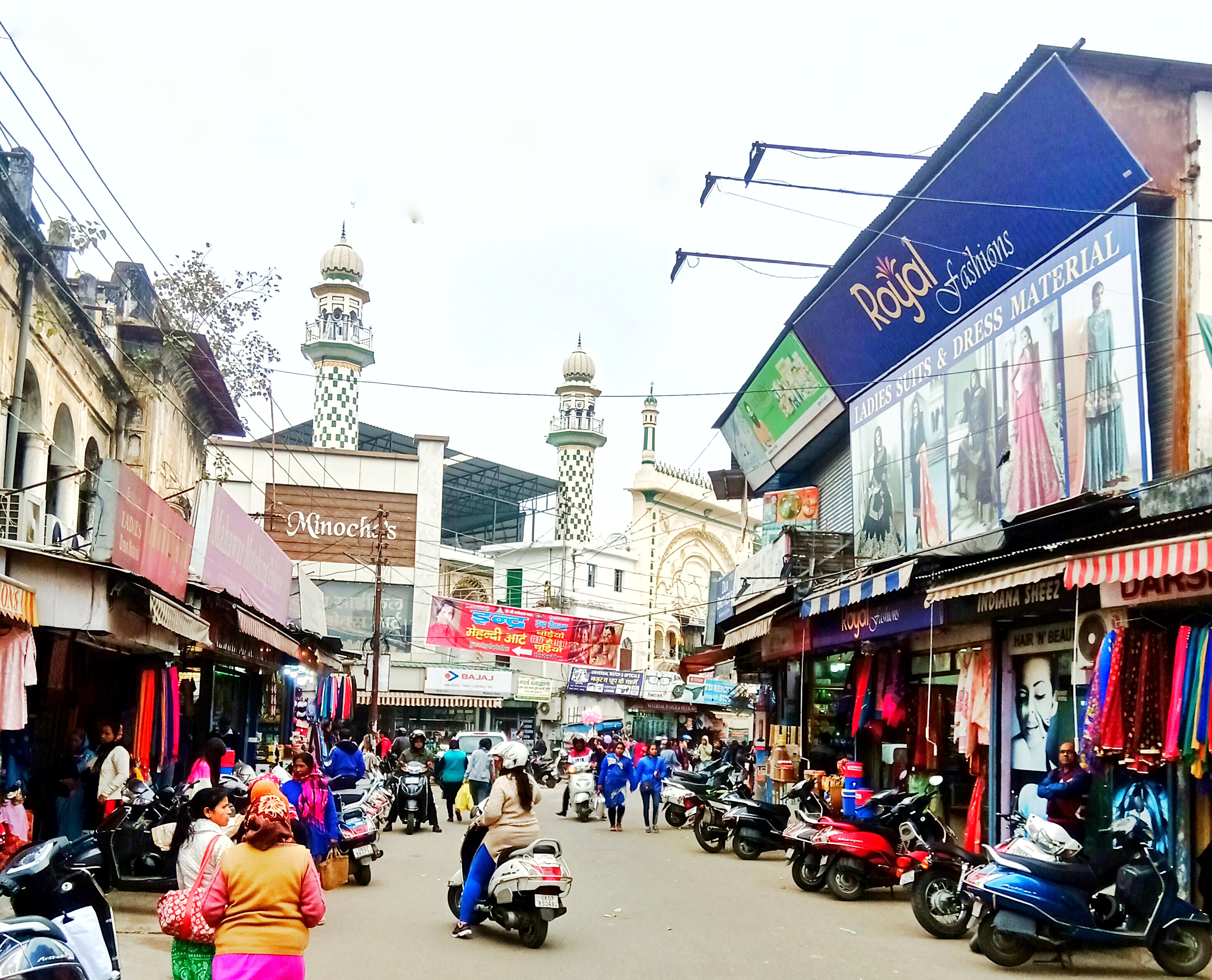
Le Paltan Bazar, allée commerçante de la ville.
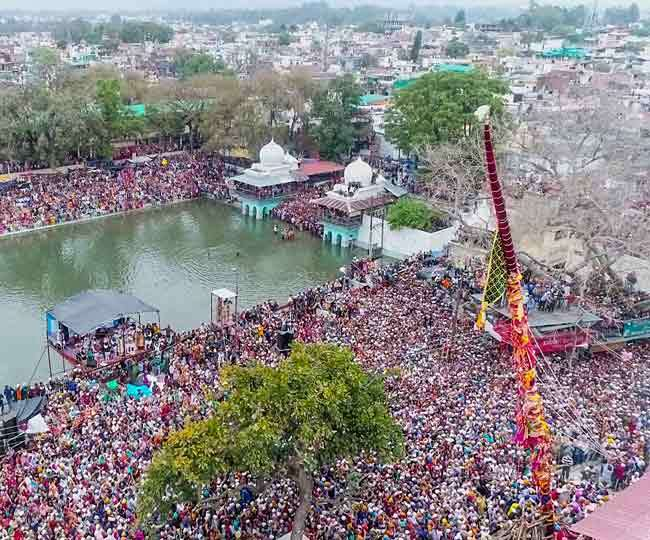
La Jhanda Mela, fête rituelle annuelle du Gurudwara Guru Ram Rai Darbar.